# Termon Strand SAC
Termon Strand SAC este o arie protejată (arie specială de conservare — SAC, sit de importanță comunitară — SCI) din Irlanda întinsă pe o suprafață de 85 ha, integral pe uscat.

## Localizare
Centrul sitului Termon Strand SAC este situat la coordonatele 54°55′59″N 8°26′19″W / 54.932987°N 8.4387°V.

## Înființare
Situl Termon Strand SAC a fost declarat sit de importanță comunitară în iulie 1999 pentru a proteja 2 specii de animale. Situl a fost protejat și ca arie specială de conservare în octombrie 2018.

## Biodiversitate
Situată în ecoregiunea atlantică, aria protejată conține 1 habitat natural: Lagune de coastă.
La baza desemnării sitului se află mai multe specii protejate de  păsări (2): Bucephala clangula, prundaș gulerat mare (Charadrius hiaticula).
Pe lângă speciile protejate, pe teritoriul sitului au mai fost identificate 3 specii de plante, 1 specie de păsări, 8 specii de nevertebrate.